# Saturn Award de la meilleure édition VHS
Le Saturn Award de la meilleure édition VHS (Saturn Award for Best Home Video Release) est une récompense télévisuelle décernée chaque année entre 1997 et 2001 par l'Académie des films de science-fiction, fantastique et horreur (Academy of Science Fiction Fantasy & Horror Films) pour récompenser la meilleure édition en VHS d'un vidéofilm de science-fiction, fantastique ou d'horreur.

## Palmarès
Note : L'année indiquée est celle de la cérémonie, récompensant les VHS sorties l'année précédente. Les lauréats sont indiqués en tête de chaque catégorie et en caractères gras. Les titres originaux sont précisés entre parenthèses, sauf s'ils correspondent au titre en français.

### Années 1990
- 1997 : The Arrival
  - La Machine
  - Necronomicon
  - La Revanche de Pinocchio (Pinocchio's Revenge)
  - Tremors 2 : Les Dents de la Terre (Tremors 2: Aftershocks)
  - Within the Rock
- 1998 : Dany, le chat superstar (Cats Don't Dance)
  - La Belle et la Bête 2 : Le Noël enchanté (Beauty and the Beast: The Enchanted Christmas)
  - The Haunted World of Edward D. Wood Jr.
  - The Prophecy 2
  - Massacre à la tronçonneuse : La Nouvelle Génération (Texas Chainsaw Massacre : The Next Generation)
  - Wishmaster
- 1999 : Une nuit en enfer 2 : Le Prix du sang (From Dusk Till Dawn 2: Texas Blood Money)
  - Cube
  - Bienvenue à Gattaca (Gattaca)
  - Légionnaire (Legionnaire)
  - Les Ailes de la nuit (The Night flier)
  - The Ugly

### Années 2000
- 2000 : Free Enterprise
  - Une nuit en enfer 3 : La Fille du bourreau (From Dusk Till Dawn 3: The Hangman's Daughter)
  - Le Géant de fer (The Iron Giant)
  - Le Syndrome de Stendhal (La sindrome di Stendhal)
  - Trekkies
- 2001 : Princesse Mononoké (もののけ姫, Mononoke Hime)
  - Ghost Dog, la voie du samouraï (Ghost Dog, the Way of the Samurai)
  - Godzilla 2000: Millennium (ゴジラ2000 ミレニアム, Gojira Nisen: Mireniamu)
  - La Neuvième Porte (The Ninth Gate)
  - The Prophecy 3: The Ascent
  - Scream 3